# Aachener Verein zur Beförderung der Arbeitsamkeit
Der Aachener Verein zur Beförderung der Arbeitsamkeit ist ein ehemaliger Träger- und Förderverein im noch jungen preußischen Regierungsbezirk Aachen, der den Zweck verfolgte, bestimmte Fördergelder über seine vereinseigenen Spar- und Prämienkassen zu verwalten. Die Gründung wurde zwar bereits 1824 beschlossen, der Verein nahm seine Tätigkeit aber erst nach Erfüllung der festgelegten Voraussetzungen im Jahr 1834 auf.

## Beweggründe
Im Jahre 1824 gründete ein 13-köpfiger Ausschuss unter Leitung von David Hansemann die Aachener und Münchener Feuerversicherungsgesellschaft, die spätere AachenMünchener und heutige Generali Deutschland. Dabei wurde in den Statuten der Gründungsakte unter § 11 festgeschrieben, dass die Hälfte des jährlichen Gewinns der Versicherungsgesellschaft zur Förderung sozialer Projekte zur Absicherung der Ausbildungs- und Arbeitssituation einzusetzen sei. Zu diesem Zweck gründete Hansemann im gleichen Jahr den Aachener Verein zur Beförderung der Arbeitsamkeit, der diese Überschüsse verwalten sollte. Der Verein war aber gemäß den Paragraphen 38 bis 43 der Versicherungsstatuten erst nach einem Anwachsen des zu überweisenden Gewinnes der Versicherungsgesellschaft auf mindestens 30.000 preußische Taler sowie der gleichzeitigen Ansammlung eines Guthabens von 10.000 Talern durch Spareinlagen von Bürgern in den zu gründenden vereinseigenen Kassen selbst dazu befugt, seine Subventionstätigkeit aufzunehmen.

## Konstituierung
Zum Zwecke der Konstituierung bestellte die Direktion der Versicherungsgesellschaft am 20. März 1827 einen Ausschuss, bestehend aus Mitgliedern der Versicherungsgesellschaft sowie Aachener Kaufleuten und Industriellen, der eine von der Muttergesellschaft losgelöste und unabhängige Satzung erstellen sollte. Darin legte der Ausschuss unter anderem fest, dass der Verein besonders diejenigen Einrichtungen unterstützen sollte, die es Menschen ermöglichten, arbeitsmäßig vermittelbar zu werden. Dazu gehörten die Gründungen von Kindergärten und Waisenhäusern sowie die Unterstützung beruflicher Schulen und Werkstätten. Um eine schnelle Wiederherstellung der Arbeitskraft nach Krankheit oder Verletzung zu bewirken, sollten auch Institutionen des Gesundheitswesens von dem Fördertopf profitieren, wie beispielsweise Heilanstalten, Genesungsheime und Badehäuser. Weiterhin legte der Ausschuss fest, dass es unter anderem durch Spareinlagen der Bürger auch zu ermöglichen sei, Menschen, die unverschuldet an den Rand des Existenzminimums geraten seien, im Falle von Arbeitslosigkeit oder Umschulung mit Förder- oder Übergangsgeldern finanziell zu unterstützen. Gelder sollten aber nur an diejenigen ausgezahlt werden, die willig waren, sich schnellstmöglich durch geeignete Maßnahmen wieder für den Arbeitsmarkt zu qualifizieren. Alle diese Maßnahmen gehörten zu den ersten konkreten Umsetzungen der Gedanken einer bürgerlichen Sozialreform.
Für die finanzielle Verwaltung der Gelder aus den Versicherungsüberschüssen und den Eigenbeteiligungen der Bürger plante der Verein die Einrichtung sowohl von Spar- als auch Prämienkassen. Letztere unterschieden sich vor allem hinsichtlich des relativ geringen Einlagenmaximums und der Ausschüttung einer Extraprämie zusätzlich zu den vertraglich festgelegten Zinsen. Mit diesem System kamen die Prämienkassen den Fabrik- und Bergarbeitern und nicht-selbstständigen Handwerkern, Tagelöhnern und Dienstboten entgegen. Dagegen standen die Sparkassen jedem Bürger offen, welcher kleine Summen sicher und gewinnbringend längerfristig anlegen wollte. Dem Trägerverein selbst sollte es dabei vorbehalten bleiben, über die Anlagemöglichkeiten der Spareinlagen frei zu entscheiden.
Abschließend legte der Ausschuss noch die notwendige Verwaltungs- und Kontrollorganisation des Vereins fest, der für den gesamten damaligen preußischen Regierungsbezirk Aachen tätig werden sollte.

## Genehmigung und Entwicklung
Die Satzung war geschrieben, die Gremien gebildet, die ersten Spar- und Prämienkassen gegründet, doch es sollten noch mehrere Jahre vergehen, bis der Verein offiziell die Umsetzung seiner Fördermaßnahmen gemäß den vorgeschriebenen Mindesteinlagen starten konnte. Diese flossen anfangs nur spärlich in den Fonds. Bedingt durch die Industrielle Revolution in Deutschland machten Konjunkturkrisen auch vor Aachen nicht halt und gipfelten in den Aachener Unruhen vom 30. August 1830. Doch allmählich setzte der wirtschaftliche Aufschwung ein, und im Jahre 1834 war schließlich das Ziel der finanziellen Konsolidierung erreicht. Am 28. Februar 1834 gab der preußische König Friedrich Wilhelm III. per Kabinettsorder seine Genehmigung und sicherte dem Verein auch Zuschüsse aus Staatsmitteln zu. Am 21. Juni 1834 verabschiedete die einberufene Bezirksversammlung unter Leitung des amtierenden Regierungspräsidenten August von Reimann die vorgelegte Satzung und wählte David Hansemann als ersten Direktor des nun aktiv tätig werdenden Vereins.
Der Verein baute jetzt zügig sein Netz von Spar- und Prämienkassen weiter aus, und bereits 1844 gab es flächendeckend in den meisten Landkreisen 20 Prämien- und 15 Sparkassen. Damit stieg auch die Zahl der Privatkunden und des Einlagekapitals rasch an. Diese Entwicklung, aber auch die Tatsache, dass der Verein für lange Zeit der einzige Träger von Sparkassen im Regierungsbezirk Aachen war, führte dazu, dass die städtische Sparkasse Aachen sowie die Sparkasse Düren im Jahre 1848 vorübergehend sogar in die Liquidation gehen mussten und es erst ab 1884 zu deren Neugründungen kam. Damit gewann der Verein eine finanzielle Selbständigkeit und Unabhängigkeit. Die Aachener und Münchener löste daraufhin mit Wirkung vom 24. Juni 1875 die vertragliche Verbindung zum Verein und die daraus resultierende Verpflichtung, ihre Überschusszahlungen ausschließlich über die vereinseigenen Kassen auszuzahlen. Diese Ausschüttungen wurden jetzt anderweitig und teilweise über verschiedene neu eingerichtete Stiftungen wie beispielsweise die Carl-Arthur Pastor-Stiftung oder die Generali Zukunftsfonds vergeben.
Nachdem ab dem 16. Februar 1900 im Bürgerlichen Gesetzbuch geregelt wurde, dass das „Mundgeld“ nur noch bei staatlich bestimmten Kassen zu hinterlegen sei, hatte die erneut gegründete Städtische Sparkasse nunmehr einen entscheidenden Vorteil gegenüber den Kassen des Aachener Vereins. Damit machte dieser eine allmählich rückläufige Entwicklung durch, die am 12. Februar 1923 schließlich zur Auflösung führte. Die Landesbank der Rheinprovinz übernahm den Verein und die Landkreise gliederten die vereinseigenen Spar- und Prämienkassen in ihre Kreissparkassen ein.

## Geförderte Projekte (Auswahl)
Sofort nach Inkrafttreten begann der Verein gemäß seinen Förderrichtlinien zahlreiche Projekte zu bezuschussen, von denen hier einige besonders Markante aufgeführt sind:
- 1835: Bau und 1858 Erweiterungsbau, einer Realschule 1. Ordnung, des heutigen Rhein-Maas-Gymnasium Aachens
- 1842: Umbau des Websaals der Tuchfabrikantenfamilie Scheibler im Laufengarten in Monschau zum 1. Kindergarten des Ortes
- 1864: Bau einer Schule für Arbeiterkinder in Eupen auf Initiative des Bürgermeisters Peter Becker
- 1865–1870: Bau des Polytechnikums Aachen sowie in den Folgejahren Förderung neuer Institute
- 1867: Bau des Luisenhospital Aachen
- 1870: Bau der Kinderbewahranstalt (später Mädchenschule) in der damaligen Borngasse und heutigen Schulstraße in Eupen, angeregt durch Peter Becker
- 1881/82: Bau des Michaelsbad in Burtscheid
- 1885: Bau der Kinderbewahranstalt in der Haasstraße 5 in Eupen
- 1886: Bau des Kaiser-Wilhelm-Gymnasiums, das heutige Einhard-Gymnasium Aachen
- 1888: Bau der Aachener Augenheilanstalt
- 1899: Aachener Creditbank, die heutige Aachener Bank
- 1902: Einrichtung des Reiff-Museums Aachen
- 1909: Bau des Kaiser-Wilhelm-Genesungsheim für Männer und des Kaiserin Auguste-Viktoria-Genesungsheim für Frauen, eine Lungenheilstätte im Aachener Wald, heute „Maria im Tann“, Zentrum für Kinder-, Jugend- und Familienhilfe sowie der Jugendberufshilfe.